# بريمير تاور
بريمير تاور هو برج متعدد الأستخدامات يقع في ملبورن،أستراليا.
```
بدأ إنشاء البرج في 2017 بكلفة مالية وصلت ل 430 مليون دولار أسترالي.
[
2
]
[
3
]
[
4
]
```